# Museo della natura di Gozo
Il Museo della Natura di Gozo, precedentemente conosciuto come Museo di Scienze Naturali, è un museo a Victoria, sull'isola di Gozo, a Malta . È aperto al pubblico dal 1991. È ospitato in un gruppo di case all'interno della Cittadella, la parte più antica della città. Queste case risalgono a varie epoche: quella più antica, che era una locanda, al 1495; l'altra al XVII secolo.
Il Museo di Scienze Naturali mostra collezioni "relative alla geologia, ai minerali, alla vita marina, agli insetti, agli habitat locali e agli ecosistemi dell'isola"  nonché le piante nazionali (compreso il Centauro di roccia maltese), l'evoluzione umana e animale. 
Negli anni successivi, questo edificio fu utilizzato come locanda per i visitatori, ed è menzionato nel "Handbook, or Guide, for Strangers visiting Malta" di Thomas McGill del 1839, e descritto come un'eccellente casa di intrattenimento che offre letti puliti e confortevoli e cene a prezzi ragionevoli.
Durante la seconda guerra mondiale l'edificio servì da riparo per le famiglie che cercavano rifugio durante i bombardamenti aerei.
Gli edifici che ospitano il museo sono elencati nell'Inventario Nazionale dei Beni Culturali delle Isole Maltesi.